# ピーター・ワインバーガー
ピーター・ワインバーガー（Peter Jay Weinberger, 1942年8月6日 - ）は、計算機科学者である。1969年にカリフォルニア大学バークレー校でPh.D.を取得。以前はAT&Tのベル研究所におり、現在はGoogleに籍を置いている。ベル研究所時代、ワインバーガーはAWK(AWKのWは彼の名前)プログラム言語に貢献している。